# Фералії
Фералії — свято у Стародавньому Римі, що відзначалося 21 лютого на честь духів померлих предків. Це були основні святкування, що закінчували останній святковий тиждень Паренталій (13-20 лютого).
Під час урочистостей на могилах складали скромні подарунки у вигляді вінків, квітів, трохи їжі та вина. Треба завжди було пам'ятати, щоб відзначати це свято. Згідно з легендою, під час однієї із війн забули про Фералії. З цієї причини місто потерпало від епідемій, і душі померлих вийшли на вулиці. Тільки тоді коли зробили необхідні жертви, душі померлих повернулись у свої могили, і чума зупинилася.
Відразу ж після святкування фералій (22 лютого) відзначалися Карістії.